# Parapterois macrura
Parapterois macrura is een straalvinnige vissensoort uit de familie van de schorpioenvissen (Scorpaenidae). De wetenschappelijke naam van de soort is voor het eerst geldig gepubliceerd in 1896 door Alcock.